# Daphoeninae
Daphoeninae (лат.) — вымершее подсемейство собакообразных хищных из вымершего семейства амфиционовых. Они населяли Северную Америку со среднего эоцена до среднего миоцена 42—15,97 млн лет назад, просуществовав около 26,03 млн лет.

## Распространение ископаемых
Окаменелости Daphoenus, найденные в породах позднего олигоцена на Великих равнинах, имеют возраст около 28 миллионов лет. Подсемейство просуществовало до 27 млн лет назад на северо-западе тихоокеанского побережья. Ископаемые найдены в пластах John Day Fossil Beds National Monument в Орегоне. Другие местонахождения включают: округ Алачуа, Флорида (Whitneyan), возраст ископаемых оценивается в 31,1–24,3 млн лет, Каньон Текуйя, Калифорния (Arikareean), 30,8–20,6 млн лет, формация Хейстек, округ Уилер, Орегон (Hemingfordian), 20,6–16,3 млн лет назад. Lac Pelletier, Альберта, Канада (Duchesnean), около 42 млн лет назад.

## Роды
- Adilophontes
- Brachyrhynchocyon
- Daphoenictis
- Daphoenodon
- Daphoenus